# Aleksander Prusiewicz
Aleksander Prusiewicz (ur. 21 lutego 1878 w Okopach Świętej Trójcy, zm. 1941 we Lwowie) – polski historyk, etnograf, przyrodnik, bibliograf, muzealnik, badacz Podola i Wołynia.
W latach 1900–1905 studiował geologię na Uniwersytecie Moskiewskim, lecz podczas studiów zajął się też naukami historycznymi. Odbywając praktykę geologiczną na Podolu, zainteresował się historią i etnografią tego kraju.
Na Uniwersytecie Jagiellońskim w Krakowie wysłuchał wykładów historyka Mariana Sokołowskiego (1839-1911). 
W latach 1907–1915 był opiekunem Twierdzy w Kamieńcu Podolskim. Zarządzał też w latach 1911-1916 biblioteką i majątkiem Towarzystwa Przyrodników Podolskich. 
Aleksander Prusiewicz oddał w depozyt powstającemu muzeum w Łucku kolekcję strojów ludowych, kilimów, haftów i ceramiki. Ten depozyt stał się zalążkiem utworzonego w roku 1929 Wołyńskiego Muzeum Krajoznawczego w Łucku. W dniu 9 listopada 1932 roku Prusiewicz na wniosek Wołyńskiego Towarzystwa Krajoznawczego i  Opieki nad Zabytkami Przeszłości został zwolniony z przez Wojewodę Wołyńskiego z funkcji kustosza Muzeum Wołyńskiego w Łucku. [Lwowska Biblioteka Naukowa im. W.Stepanyka Ukraińskiej Akademii Nauk Zbiór Rękopisów. Zespół 88 nr.1 s.44]. Magistrat Miasta Lwowa zatrudnił w dniu 8 sierpnia 1933 roku Aleksandra Prusiewicza w charakterze kontraktowego pracownika muzealnego w Muzeum Przyrodniczym. 
6 września popełnił samobójstwo. Został pochowany na Cmentarzu Łyczakowskim.

## Dzieła (wybór)
- Aleksander Prusiewicz: Kamieniec Podolski : szkic historyczny : Kijów ; Warszawa : Leon Idzikowski, 1915
- Aleksander Prusiewicz: Klasztory katolickie w djecezji łuckiej : Łuck : Oddział Wołyńskiego Towarzystwa Opieki nad Zabytkami Przeszłości, 1922.
- Aleksander Prusiewicz: Zamki i fortece na Wołyniu : Łuck : Oddział Wołyńskiego Towarzystwa Opieki nad Zabytkami Przeszłości, 1922